# Serra de Daró
Serra de Daró è un comune spagnolo di 184 abitanti situato nella comunità autonoma della Catalogna.